# Stram Kurs
Stram Kurs (deutsch „straffer Kurs“ oder „strenger Kurs“) ist eine dänische Kleinpartei mit stark rechtsextremistischer und islamfeindlicher Ausrichtung. Gründer und Vorsitzender ist der unter anderem wegen rassistischer Äußerungen vorbestrafte Anwalt Rasmus Paludan. Zentrale Forderung der Partei ist ein Verbot des Islam in Dänemark. Rasmus Paludan verbrannte öffentlich mehrfach den Koran.

## Geschichte
Der Parteigründer Rasmus Paludan war zuvor in mehreren dänischen Parteien aktiv – zunächst in der sozial-liberalen Radikale Venstre, dann der EU-kritischen Wählervereinigung JuniBevægelsen, der konservativ-liberalen Venstre und schließlich der erst 2015 gegründeten rechtspopulistischen und wirtschaftsliberalen Partei Nye Borgerlige. Aufgrund einer Rede, in der er zu Waffengewalt gegen Einwanderer aufgerufen hatte, wurde er im Februar 2017 aus dieser Partei ausgeschlossen.
Nach dem Parteiausschluss ließ er am 16. März 2017 die „Danmarks Uafhængigheds Parti“ als „freiwillige Vereinigung“ registrieren, die am 19. Juni 2017 in „Stram Kurs“ umbenannt wurde. Bei einer Demonstration der Organisation „Stop Islamiseringen i Danmark“ (Stoppt die Islamisierung in Dänemark) am 15. Juli 2017 in Roskilde stellte er seine Partei erstmals der Öffentlichkeit vor. Zwei Tage später wurde der YouTube-Kanal der Partei erstellt.
Erstmals provokativ trat die Partei im November 2017 auf, als ein Plakat präsentiert wurde, auf dem zwanzig namentlich genannte politisch aktive Dänen mit nicht-westlichem Migrationshintergrund aufgefordert werden, das Land zu verlassen – notfalls mit einem Fallschirm („Stram Kurs' Top 20“). Darunter befand sich auch der aus dem Libanon stammende Dichter und Musiker Mazen Ismail, der darauf humoristisch reagierte, indem er mit der dänischen Fallschirmunion einen Fallschirmsprung über Haslev drehte und bei Facebook hochlud.
Am 28. April 2019 übergab die Partei 21.612 von 20.109 nötigen Wählererklärungen an das Wirtschafts- und Innenministerium, um an den kommenden Folketingswahlen teilnehmen zu können. Bei der Einsammlung von Wählererklärungen nutzte die Partei eine Gesetzeslücke aus, die erst 2020 geschlossen wurde, um an die nötigen Stimmen zu kommen. Die zuständige Institution erklärte am 6. Mai 2019, dass Stram Kurs bei den kommenden Wahlen antreten darf; alle Wählererklärungen wurden anerkannt. Laut einer Wahlumfrage, die zwischen dem 29. April und dem 5. Mai 2019 erstellt wurde, würde die Partei 2,7 % Wählerstimmenanteil bei der kommenden Parlamentswahl erreichen, womit sie 0,7 Prozentpunkte über der Sperrklausel von 2 % liegt. Bei den Wahlen zum Folketing am 5. Juni 2019 erhielt die Partei schließlich nur 1,8 % der abgegebenen Stimmen, womit sie den Einzug ins Parlament verfehlte.

## Konflikte

### Gefälschte Wählererklärungen
Das Wahlkomitee rügte die Partei im Dezember 2019 wegen möglichen Betrugs mit den Wählererklärungen. Dadurch ist es der Partei vorübergehend nicht möglich, neue Wählererklärungen für die kommende Europawahl 2024 zu sammeln. Die Rüge bezieht sich auf zwei Sachverhalte: zum einen hat die Partei E-Mail-Adressen aus den Wählererklärungen für die Parlamentswahl 2019 genommen und sie, ohne Zustimmung der betroffenen Bürger, auf die Liste der Wählererklärungen für die Europawahl 2024 gesetzt. Zum anderen waren von den 55.000 E-Mail-Adressen nur 40.000 einzigartig.

### Drogenhandel in Jütland
Laut drei Parteimitgliedern hat eine Schlüsselfigur der Partei Drogen wie Amphetamin und Haschisch konsumiert und verteilt. Laut Recherchen des Nachrichtenmagazins Redox im Jahr 2020 handelt es sich bei dem Beschuldigten um Dion Øland Hansen. Er ist ein Kreisleiter der Partei und vorbestraft, da er mit einem Jagdgewehr auf drei Personen in einem Auto geschossen hat.

### YouTube-Sperre
Wegen der auf YouTube verbreiteten Inhalte gegen u. a. Migranten und Muslime wurde der YouTube-Kanal der Partei gesperrt.

## Politische Positionen
Das Parteiprogramm von Stram Kurs besteht fast ausschließlich aus den Themen Migrations- und Islampolitik. Die aufgestellten Forderungen widersprechen dem Grundgesetz Dänemarks und internationalen Konventionen. Trotzdem beteuert die Partei, sich an das Grundgesetz zu halten, fordert jedoch, im Rahmen der Verfassung die Gesetze so zu gestalten, dass ein Ausleben des Islam möglichst erschwert bis verboten werden soll. Teile der Europäischen Menschenrechtskonvention, insbesondere der Artikel 8, sollen von Dänemark nicht mehr angewendet werden, was laut der Partei zu keinem internationalen Ansehensverlust führe. Verwiesen wird dabei auf Finnland, das angeblich mehrfach gegen die Konvention verstoßen hat, ohne dass dies Konsequenzen gehabt hätte.
Laut Eigenbeschreibung gründet sich die Ideologie der Partei auf zwei Säulen: einer identitären und einer libertären. Philosophische Grundlage beider Säulen ist ein „ethnonationalistischer Utilitarismus“, womit eine Politik beschrieben wird, durch die „das größtmögliche Glück für möglichst viele ethnische Dänen“ erreicht werden soll. Individuelle Freiheitsrechte sollen nur Menschen mit ausschließlich dänischer Herkunft ermöglicht werden. Definiert werden sie durch die Partei als „Person mit ausschließlich dänischer Staatsbürgerschaft von Geburt an mit Dänisch als Muttersprache“. Neben ethnischen Dänen werden im Parteiprogramm auch explizit dänische Juden und Menschen, die als Baby oder Kleinkind adoptiert wurden, als Dänen gezählt.
Touristen und hochqualifizierte Arbeiter sollen sich laut Parteiprogramm nur kurzzeitig in Dänemark aufhalten dürfen, da sie als wirtschaftlicher Nutzfaktor für das Land angesehen werden. Für den Fall, dass ein dem Parteiprogramm nach ethnischer Däne eine ausländische Person heiraten will, darf diese nur in Dänemark leben, wenn sie aus einem westeuropäischen Land kommt. In jedem Fall soll sie Leistungen des dänischen Gesundheitswesens selbst bezahlen. Ehepartner aus nicht-westlichen Ländern soll der Aufenthalt in Dänemark untersagt werden, das Ehepaar muss in diesem Fall ins Ausland ziehen.
Dänemark soll sich aus allen internationalen Flüchtlingskonventionen zurückziehen und keinerlei Asylanträge mehr bearbeiten. Alle Personen mit nicht-westlichem Migrationshintergrund sollen aus Dänemark ausgewiesen werden, auch, wenn sie bereits über die dänische Staatsbürgerschaft verfügen oder als Nachkommen im Land geboren wurden. Explizit werden im Programm Rückführungen nach Bosnien und in den Kosovo erwähnt (Bürgerkriegsländer der 1990er Jahre, aus denen zu dieser Zeit zahlreiche Asylbewerber auch nach Dänemark kamen). Sofern möglich, sollen Antragsteller auf eine dauerhafte Aufenthaltserlaubnis in ihre Heimatländer zurückgebracht, ansonsten inhaftiert werden. In diesem Zusammenhang wird außerdem eine EU-skeptische Haltung vertreten.
Die dänische Polizei soll auf 30.000 Mann aufgestockt und um eine „Ausländerpolizei“ erweitert werden, um Muslime und illegale Einwanderer aus dem Land zu befördern. Gefordert wird ein härteres Vorgehen gegen kriminelle Ausländer, die als „die fremden Feinde“ (De Fremmede Fjender) bezeichnet werden, sowie Dänen, die diesen als angebliche Helfer zur Seite stehen und von der Partei „die fünfte Kolonne“ (Den Femte Kolonne) genannt werden. Ethnische Dänen sollen, soweit sie zuverlässig sind, scharfe Waffen tragen dürfen. Explizit wird darauf aufmerksam gemacht, dass Dänen und Nicht-Dänen in Dänemark nicht über die gleichen Rechte verfügen sollen.
Dem Wohlfahrtsstaat widmet sich ebenfalls ein Teil des Parteiprogramms, wobei gleich zu Anfang deutlich gemacht wird, dass staatliche Leistungen wie Arbeitslosengeld, Krankenversicherung und Rente ausschließlich von ethnischen Dänen beansprucht werden dürfen.

## Öffentliche Wahrnehmung

### Demonstrationen

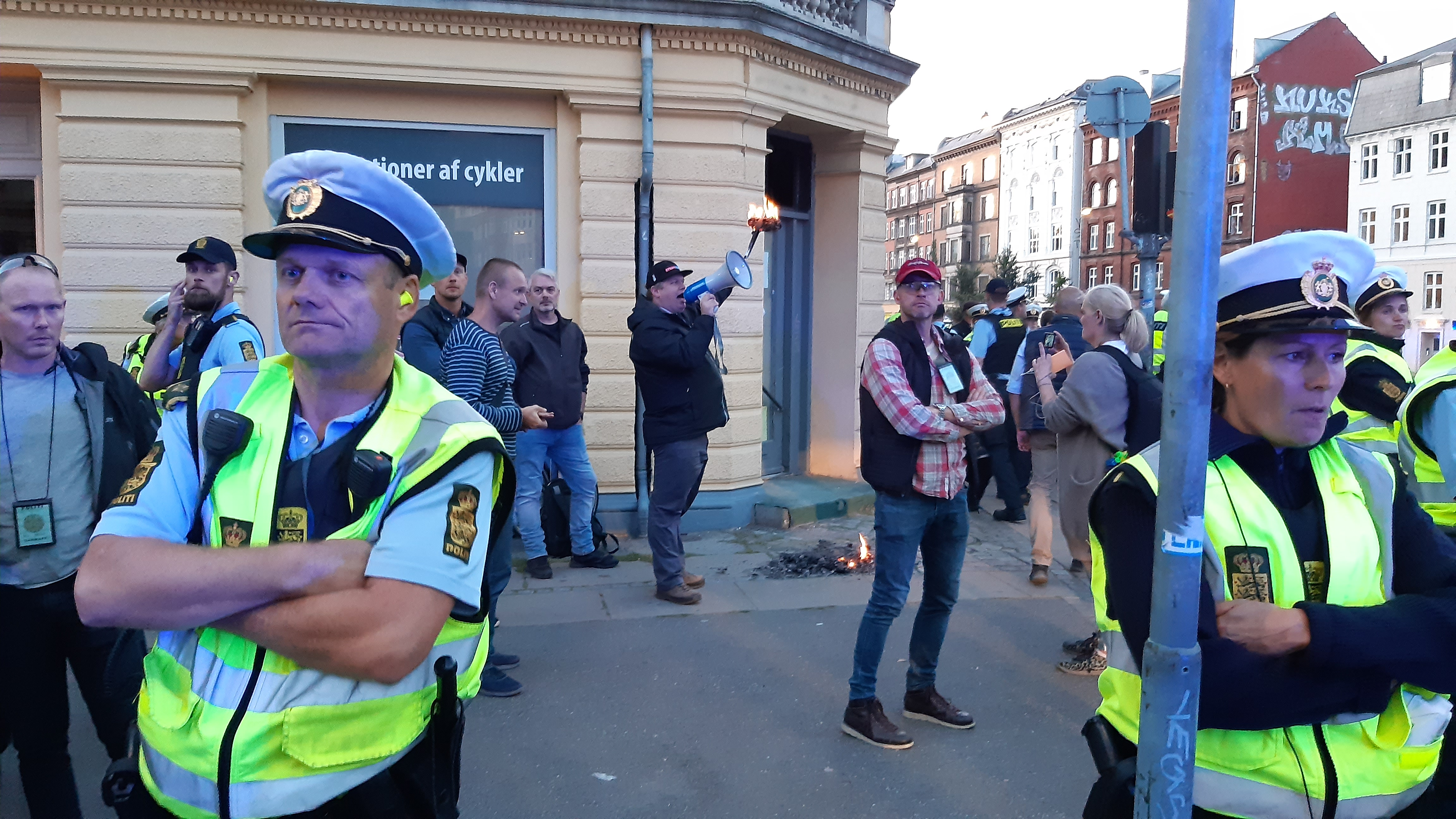
Rasmus Paludan verbrennt bei einer Demonstration in Nørrebro einen Koran

Hauptbestandteil der Öffentlichkeitsarbeit von Stram Kurs ist das Abhalten islamfeindlicher Demonstrationen unter hohem Polizeischutz. Sie finden in der Regel an zentralen Plätzen in Stadtvierteln mit hohen Anteil an islamischen Einwanderern statt und ziehen nur sehr wenige Teilnehmer, dafür aber umso mehr Gegendemonstranten und Schaulustige an. Fast alle Demonstrationen werden auf dem Videoportal YouTube hochgeladen. Der Verlauf einer „Demonstration for Danmark og mod kriminelle samfundstabere“ („Demonstration für Dänemark und gegen kriminelle Gesellschaftsversager“) folgt prinzipiell einer sich wiederholenden Abfolge: Rasmus Paludan stellt sich mit einigen Selbstbezeichnungen wie „Soldat der Freiheit, Beschützer der Schwachen, Wächter der Gesellschaft, Licht der Dänen“ („Frihedens Soldat, De Svages Beskytter, Samfundets Vogter, Danernes Lys“) vor und provoziert anwesende Muslime mit Äußerungen über homosexuelle Handlungen. Häufig werden auch Gegendemonstranten beschimpft. Meistens kommt es zu Schändungen eines Korans, etwa durch Verbrennen oder Zertreten.
Nachdem im April 2019 eine Demonstration im Kopenhagener Stadtteil Nørrebro zu gewalttätigen Ausschreitungen geführt hat, bei denen unter anderem auch Autos angezündet wurden, verfügte die Polizei aus Sicherheitsgründen über ein temporäres Demonstrationsverbot.
Im Jahr 2018 hielt die Partei insgesamt 53 Demonstrationen ab. 2018 und Anfang 2019 kostete die polizeiliche Absicherung der Demonstrationen von Stram Kurs 24 Millionen dänische Kronen.
Im April 2022 verbrannte der Parteivorsitzende Rasmus Paludan einen Koran in Malmö. Auch in anderen schwedischen Städten wie Örebro hielt Paludan Versammlungen ab, bei denen immer jeweils ein Koran verbrannt wurde. Dabei kam es bereits in mehreren schwedischen Städten zu Zusammenstößen zwischen der Polizei und Gegendemonstranten.

### Äußerungen des Parteichefs
Mehrere Äußerungen des Parteichefs Rasmus Paludan sorgten für Aufsehen:
In einer auf Youtube veröffentlichten Videobotschaft beschimpfte Paludan Bwalya Sørensen, Sprecherin der dänischen Sektion der Organisation Black Lives Matter, als minderintelligent und führte dies auf ihre ethnische Herkunft zurück. Für die Aussage „Ja, når man som Bwalya Sørensen og som de fleste negere i Sydafrika ikke er begavede nok til at kunne se, hvordan tingene rent faktisk forholder sig, så er det meget nemmere kun at se i sort/hvid, og som sagt give skylden til de hvide.“ (Ja, wenn man wie Bwalya Sørensen und die meisten Neger in Südafrika nicht begabt genug ist, um zu erkennen, wie die Dinge tatsächlich liegen, dann ist es viel einfacher alles nur in schwarz/weiß zu sehen und wie gesagt den Weißen die Schuld zu geben) wurde er im April 2019 nach §266 b des dänischen Strafgesetzbuch zu 14 Tagen Gefängnis auf Bewährung verurteilt. Das Gericht sah in dem Fall verschärfte Umstände, da es das am 2. April 2018 veröffentlichte Video als Propaganda einstufte. Paludan legte Berufung gegen das Urteil ein, jedoch bestätigte die nächsthöhere Instanz im Juli 2019 die Verurteilung.
Ende 2018 besuchte Paludan die USA und Kanada und nahm einige Interviews mit dortigen Politikern auf. In einem vor der Skyline von New York City aufgenommenen Video äußerte Paludan, bezugnehmend auf die Terroranschläge am 11. September 2001, die richtige Antwort auf Terrorismus sei „überwältigende physische Macht“, da dies „das einzige ist, was die Muslime verstehen“. Sowohl in Dänemark als auch in anderen Ländern müsse deshalb dafür gesorgt werden, dass die „Feinde herausgeholt werden.“ Das „Endziel“ sei dann erreicht, wenn „kein einziger Muslim mehr auf der Erde übrig bleibt.“ Diese Aussage wurde vielfach als Aufruf zum Völkermord aufgefasst, wohingegen Paludan behauptete, er hoffe lediglich, dass Muslime ihre Religion aufgeben oder bekehrt werden.
Zum Folkemødet, einer jährlich abgehaltenen politischen Veranstaltung auf der Insel Bornholm, verteilte die Partei im Jahr 2018 Handzettel, auf denen unter dem Titel „Danmark 2019 for Muslimer“ eine Liste von 12 Verboten aufgeführt war, die sich an Muslime richtete. Gefordert wurden ein Bet- und Fastenverbot, ein Verbot islamischer Kleidung, ein Verbot von Halal-Lebensmitteln, ein Verbot, Sprachen islamischer Länder in der Öffentlichkeit zu sprechen (wie Arabisch, Türkisch oder Persisch), ein Ausbildungsverbot für Muslime, ein Verbot von Eigentum für Muslime, ein Verbot für Muslime, Motorfahrzeuge und Fahrräder mit mehr als einem Gang zu benutzen, ein Verbot für Muslime, sich auf öffentlichen Plätzen aufzuhalten, ein Verbot für Muslime, mit Dänen zu sprechen, sofern sie nicht zuerst von Dänen angesprochen wurden, ein Verbot für Muslime, sich in der Natur aufzuhalten, ein Verbot für Muslime, in Berufen mit mehr als 2 Jahren Ausbildungsdauer zu arbeiten und ein Verbot für Muslime, in Lebensmittelgeschäften einzukaufen, sofern diese von Dänen betrieben werden. Der Professor Sten Schaumburg-Müller vom rechtswissenschaftlichen Institut der Syddansk Universitet bezeichnete die Forderungen als „lupenreine Apartheid“, wohingegen Paludan beteuerte, der Verbotskatalog sei lediglich humoristisch und würde nicht dem Parteiprogramm entsprechen.

## Einordnung und Kritik
Laut dänischen Rechtswissenschaftlern verstößt das Parteiprogramm gegen das dänische Grundgesetz sowie internationale Konventionen. Eine Professorin für Rechtsgeschichte sagte, dass das Wahlprogramm der Partei „historisch schmal“ sei, die Parteilinie allerdings an die der Nationalsozialisten im dänischen Folketinget (1939–43) erinnern würde. Der Gründer, Rasmus Paludan, wurde wegen Rassismus (§ 266 b des dänischen Strafgesetzes) verurteilt; das Urteil ist noch nicht rechtskräftig.
Durch Paludans Äußerungen erhielt die Partei internationale Aufmerksamkeit (zum Beispiel im The Guardian).
Im Zuge der Folketingswahl 2019 distanzierte sich der damalige Ministerpräsident Lars Løkke Rasmussen strikt von den Ansichten der Partei und schloss jegliche Zusammenarbeit, auch in Form von Tolerierung, mit ihr aus. Besonders die extremistischen und fremdenfeindlichen Ansichten der Partei und die hieraus folgende Polarisierung der Migrations- und Islamdebatte nannte er „gefährlich“.